# Guaiçara
Guaiçara is een gemeente in de Braziliaanse deelstaat São Paulo. De gemeente telt 11.206 inwoners (schatting 2009).

## Aangrenzende gemeenten
De gemeente grenst aan Lins, Promissão en Sabino.